# Terana
Terana Adans. (pięknoskórnik) – rodzaj grzybów z rodziny korownicowatych (Phanerochaetaceae).

## Charakterystyka
Grzyby kortycjoidalne o owocniku rozpostartym, rozproszonym. Hymenofor gładki lub nieco guzowaty, niebieskawy. System strzępkowy monomityczny, strzępki ze sprzążkami. Występują dendrohyfidy, cystyd brak. Podstawki maczugowate, często z drzewkowatymi przedłużeniami, 4-sterygmowe ze sprzążką u podstawy. Bazydiospory elipsoidalne, gładkie, cienkościenne, szkliste, nieamyloidalne.
Terana charakteryzuje się przede wszystkim niebieskawym, opalizującym owocnikiem.

## Systematyka i nazewnictwo
Pozycja w klasyfikacji według Index Fungorum: Phanerochaetaceae, Polyporales, Incertae sedis, Agaricomycetes, Agaricomycotina, Basidiomycota, Fungi.
Polską nazwę nadał Władysław Wojewoda w 2003 r. W polskim piśmiennictwie mykologicznym należące do tego rodzaju gatunki opisywane były także jako nalotek, powłocznik lub korak.
Index Fungorum wymienia 189 nazw gatunkowych Terana, jednakże większość to obecnie synonimy innych gatunków, pozostałe to taksony niepewne, niezweryfikowane. Pozostał tylko jeden pewny gatunek – Terana coerulea (stan na 11 maja 2014 r.).
Niektóre gatunki:
- Terana adiposa (Pass. & Beltrani) Kuntze 1891[5]
- Terana ambiens (Berk. & Broome) Kuntze 1891[5]
- Terana coerulea (Lam.) Kuntze 1891 – pięknoskórnik modry

Nazwy naukowe na podstawie Index Fungorum. Nazwa polska według Władysława Wojewody.